# مستند تلویزیونی
مستند تلویزیونی ژانری از برنامه‌های تلویزیونی که در قالب مستند تهیه می‌شوند.
این مستندات ممکن است به صورت یک مجموعه چند قسمتی تهیه و پخش شوند که به آن‌ها مجموعه تلویزیونی مستند یا docuseries می‌گویند؛ همچنین ممکن است به صورت تک قسمت ویژه برای یک شبکه تلویزیونی یا پخش اخبار تهیه شوند بدون این‌که در سالن سینما به اکران برسند یا در تعریف تله‌فیلم قرار بگیرند.
از جمله شبکه‌هایی که به پخش این قبیل مستندات می‌پردازند می‌توان به دیسکاوری، هیستوری و نشنال جئوگرافیک اشاره کرد.